# SS Cygni
SS Cygni är en dvärgnova  i stjärnbilden Svanen. Den är prototypstjärna för en undergrupp av variabler, SS Cygni-variabler (UGSS), som karaktäriseras av utbrott på 2-6 magnituder som varar 1-2 dygn och sedan långsamt återvänder till normal ljusstyrka. Mellanrum mellan utbrotten kan vara från 10 dygn till åtskilliga år.
SS Cygni varierar mellan visuell magnitud +7,7 och 12,4. Den företer också smärre variationer med en period av 0,2751300 dygn eller 6,60312 timmar.

## Ifrågasatt avstånd
SS Cygni befinner sig på ett avstånd som först beräknades till cirka 100 ljusår. Studier med Hubbleteleskopet 2007 tydde på ett avstånd av hela 540 ljusår, vilket gav vissa problem med definitionen av variabeln. Kanhända var prototypstjärnan själv inte någon SS Cygni-variabel!? Mellan 2010 och 2012 undersöktes därför prototypstjärnan med långbasinterferometri (VLBI). Undersökningen gav vid handen det kortare avståndet 371,8±6,5 ljusår, vilket gör att SS Cygni nu åter stämmer in på teorierna kring SS Cygni-variabler.